# Taifa di Calatayud
La Taifa di Calatayud era un regno di taifa medievale musulmano di al-Andalus, che nel corso della storia ha avuto come centro la città di Calatayud ed i territori limitrofi, che, nel 1046, si proclamò regno indipendente, in seguito al distacco dalla Taifa di Saragozza, mantenendosi indipendente per un breve periodo sino al 1055, quando venne riannessa nella Taifa di Saragozza.

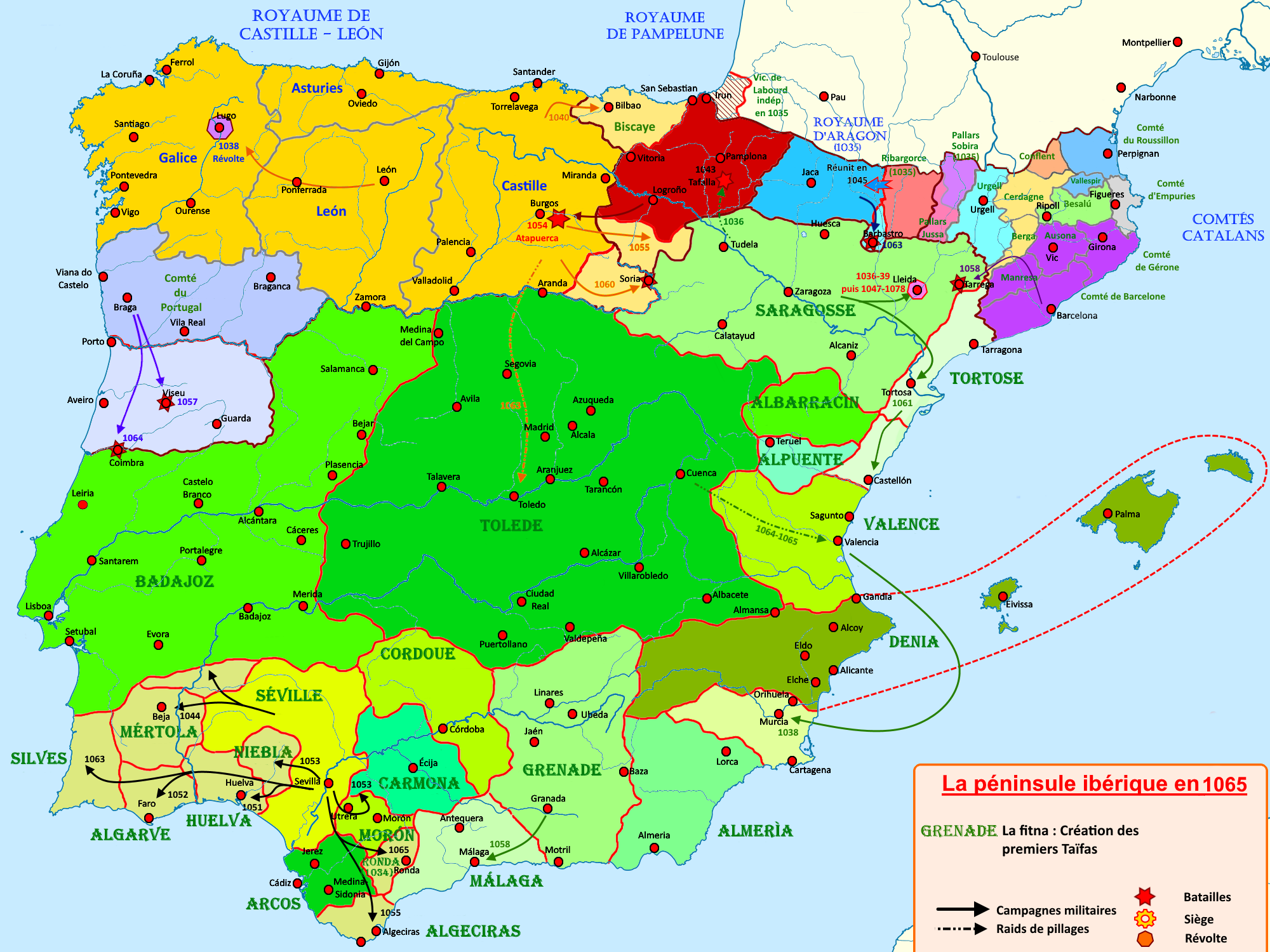
La Taifa di Calatayud, dopo essere stata riannessa nella Taifa di Saragozza, si trovava nella parte sud-occidentale della Taifa di Saragozza

## Storia
Inizialmente faceva parte della vasta Taifa di Saragozza, proclamatasi indipendente nel 1018, dalla quale si separò nel 1046 sotto Muhammad ben Suleiman, figlio di Al-Musta'in I e fratello di Al-Muqtadir, emiro di Saragozza, come riporta il Muslim Spain and Portugal: A Political History of al-Andalus. 

Muhammad ben Suleiman coniò moneta e fu in guerra con suo fratello sino a che Al-Muqtadir pose fine alla taifa di Calatayud, con l'occupazione, nel 1055; Al-Muqtadir, emiro di Saragozza viene citato anche nella The History Of The Mohammedan Dynasties In Spain Vol II.  
Calatayud rimase nella taifa di Saragozza, fino al 1121, quando Calatayud venne conquistata e annessa nel Regno d'Aragona da Alfonso I d'Aragona.

### Fonti primarie
- (EN)  The History Of The Mohammedan Dynasties In Spain Vol II
- (EN)  Muslim Spain and Portugal: A Political History of al-Andalus

### Letteratura storiografica
- Rafael Altamira, "Il califfato occidentale", in: «Storia del mondo medievale», Cambridge History of Middle Age, vol. II, 1999, pp. 477–515.]